# سرينفاسا رامانوجان
سرينفاسا أيَّنجار رامانوجان (بالتاميلية: ஸ்ரீனிவாஸ ஐயங்கார் ராமானுஜன்) ولد في 22 ديسمبر 1887 وتوفي في 26 أبريل 1920، هو رياضياتي هندي معروف.

## السيرة الذاتية
بدأ اهتمام سرينفاسا رامانوجان الحقيقي بالرياضيات عندما وقع بين يديه كتاب A Synopsis of Elementary Results in Pure and Applied Mathematics، فقد شدت المعادلات والرموز الرياضية انتباهه.
لم تكن موهبته محل استحسان مدرسيه بقدر ما كانت تزعجهم وتجعل منه تلميذا «شاذا» فقد كان دقيق الملاحظات عندما يتعلق الأمر بالمسائل الرياضية. يذكر على سبيل المثال أنه عندما كان أحد رفاقه بالصف يشرح أن نتيجة قسمة أي عدد على نفسه هي واحد عقب رامانوجان بالتساؤل إذا ما كان ذلك ينطبق على الصفر.
حرم رامانوجان مرتين من منحة دراسية بسبب ولعه المفرط بالرياضيات وإهماله بقية المواد. انتهى به الأمر بترك الدراسة دون أية شهادة. عاد رامانوجان إلى بلدته كومالاتامال Komalatammal ليحاول والداه تزويجه ويحاول أن يبدأ حياته من جديد كموظف بميناء مدراس، ولكن شغفه بالرياضيات ظل يطارده.

## سفره إلى إنجلترا

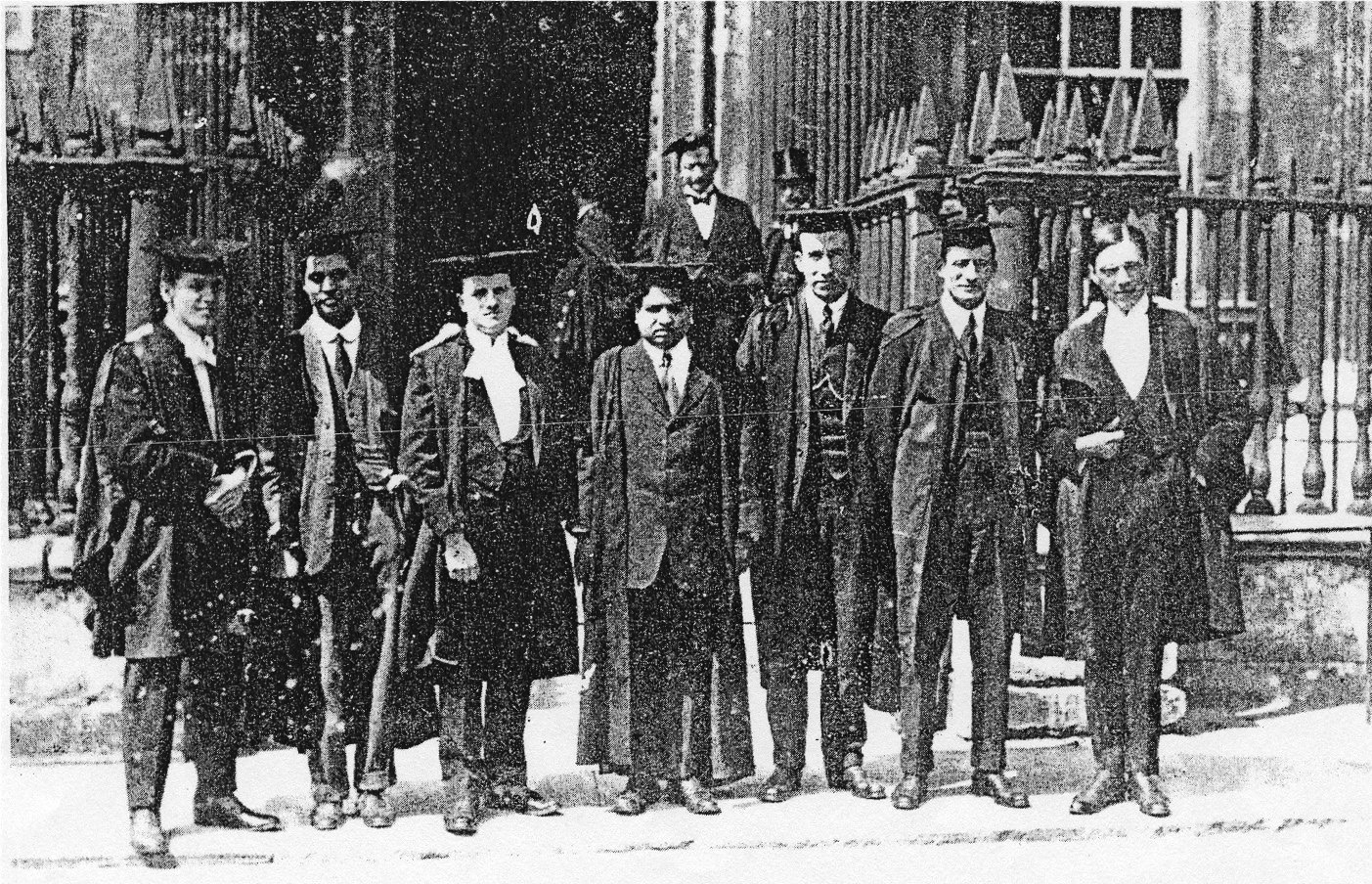
رامانوجان (في وسط الصورة) وزميله G. H. Hardy (rightmost), with other scientists, outside the Senate House, Cambridge, c.1914–19

في أوائل سنة 1913 تلقى غودفري هارولد هاردي الأستاذ بجامعة كامبردج رسالة من عامل بميناء Madras الهندي. كان كاتب الرسالة يدعي بأنه وجد حلا للثغرة التي تركها هاردي في أعماله المتعلقة بالأعداد الأولية، كان الأمر يتعلق بمعادلة اِبْتَدَعهَا رامانوجان وهي تعطي عدد الأعداد الأولية الأصغر من عدد ما، وبعد استشارة هاردي لزميله جون إيدنسور ليتلوود أجمع عالما الرياضيات على أن رامانوجان لا بد أن يكون رياضياتيا عبقريا.
في مارس 1914 شد رامانوجان وعمره سبعة و عشرون عاما الرحيل إلى إنجلترا إثر دعوة هاردي له. قام رامانوجان بتسجيل نفسه كطالب باحث بكلية الثالوث حيث درس إسحاق نيوتن وبيرتراند راسل. كان العمل المشترك بين رامانوجان وهاردي مثمرا وقد قاما معا بمراجعة مسودات رامانوجان واتضح أن الكثير من أعماله تعد إضافات جديدة بينما البعض الآخر معروف من قبل. وتقديرا لأعماله صنفه هاردي
من ضمن علماء مثل ليونهارت أويلر وكارل غوستاف جاكوب جاكوبي.
كان رامانوجان كثير العمل وكان في بعض الأحيان يشتغل حتى 30 ساعة دفعة واحدة. غير أنه لم يستطع أن يتأقلم مع طقس إنجلترا البارد ونمط العيش الأوربي وهو ابن الهند الدافئة والمعتنق لديانة البراهمة.
أصاب رامانوجان مرض حار الأطباء في تشخيصه. وأصيب بالإحباط إلى درجة محاولة الانتحار برمي نفسه أمام قطار الأنفاق بلندن. غير أنه نجى من الموت. وفي وقت لاحق كرم واعترف بقيمة أعماله حيث تم قبوله بالجمعية الملكية وسمي Fellow of the trinity college.

## عودته إلى الهند
في مارس 1919 عاد رامانوجان إلى الهند. هناك استقبل كبطل قام بتمثيل بلده على أحسن ما يرام بإنجلترا البلد المحتل للهند آنذاك. عرض عليه منصب الأستاذية بجامعة Madras فقبل أن يتسلمه بعد انقضاء فترة نقاهته. إلا أن المنية وافته قبل ذلك وتوفي في ريعان شبابه عن عمر يناهز ال32 سنة بالقرب من Madras.

## إسهاماته الرياضياتية
من بين كثير من إسهاماته، قام رامانوجان باكتشاف المعادلة التالية :
{\displaystyle 1+{\frac {1}{1\cdot 3}}+{\frac {1}{1\cdot 3\cdot 5}}+{\frac {1}{1\cdot 3\cdot 5\cdot 7}}+{\frac {1}{1\cdot 3\cdot 5\cdot 7\cdot 9}}+\cdots +{1 \over 1+{1 \over 1+{2 \over 1+{3 \over 1+{4 \over 1+{5 \over 1+\cdots }}}}}}={\sqrt {\frac {e\cdot \pi }{2}}}}
وما يميز هذه المعادلة هو كونها تجمع متسلسلة لامنتهية وكسرا مستمرا لتعطينا علاقة بين أشهر ثابتين في الرياضيات الباي وثابت أويلر.

## في الثقافة الشعبية
- الرجل الذي عرف اللانهاية (بالإنجليزية: The Man Who Knew Infinity)‏ هو فيلم من إخراج ماثيو براون صدر عام 2015 يستند إلى كتاب من تأليف كانيغل الذي يحمل نفس الاسم. الممثل البريطاني ديف باتل لعب دور رامانوجان.[9][10][11]

## روابط خارجية
- سرينفاسا أينجار رامانجن على موقع الموسوعة البريطانية (الإنجليزية)
- سرينفاسا أينجار رامانجن على موقع إن إن دي بي (الإنجليزية)